# 4-й казачий корпус имени товарища Буденного
4-й кавалерийский корпус (4-й кк) — соединение конницы РККА.

## История формирования
4-й кавалерийский корпус был сформирован как 4-й территориальный кавалерийский корпус в 1928 году в Ростове-на-Дону в Северо-Кавказском военном округе (СКВО). (приказ РВС СССР N 13 от 1 января 1928 г.)
Приказом РВС СССР N 65 от 25 апреля 1933 г. ему было присвоено имя С. М. Буденного
Приказом НКО N 19 от 13 февраля 1937 г. переименован в 4 казачий корпус им. С. М. Буденного.
5-я Ставропольская кавалерийская дивизия дислоцировалась в Северо-Кавказском военном округе и с 1928 года входила в состав 4-го кавалерийского корпуса. В состав корпуса вошли также 11-я Северо-Кавказская территориальная и 12-я территориальная кавдивизии.
В 1930 году 5-я кавалерийская дивизия участвует в подавлении контрреволюционного восстания в Чечне.
В 1932 году 5-я кавалерийская дивизия была передислоцирована в Украинский военный округ (далее УкрВО) и вошла в состав 2-го кавалерийского корпуса (2-й кк).
Расформирован в 1938

## Полное название
4-й казачий корпус имени товарища Буденного

## Подчинение
Северо-Кавказский военный округ (СКВО)

## Командный состав корпуса

### Командиры корпуса
- Михаил Александрович Баторский — 01.01.1928—15.10.1929[1];
- Степан Андреевич Зотов,  (15.10.1929 - 11.1932)
- Иосиф Родионович Апанасенко — 19.11.1932—29.10.1935[1];
- Иван Дмитриевич Косогов, комкор (7.02.36 - арестован 26.05.37),
- Яков Васильевич Шеко, комдив (арестован 10.08.37),
- Василий Степанович Попов, комбриг, с 17.02.38 г. комдив (13.07.1937 - 1938),